# كيناز زائف
تعتبر الكينازات الزائفة من أنواع الإنزيمات الزائفة التي تعاني من نقص تحفيزي من إنزيمات البروتين التي يتم تمثيلها في كل الكينومات عبر ممالك الحياة. تحتوي هذه الإنزيمات الكاذبة على وظائف فسيولوجية (نقل الإشارة) ووظائف فسيولوجية مَرضِية.

## التاريخ
تمت صياغة عبارة الإنزيمات الكاذبة لأول مرة في عام 2002. ثم تم تصنيفها لاحقًا إلى "فئات" مختلفة. كما وتم العثور على العديد من العائلات التي تحتوي على الإنزيمات الكاذبة في الكينوم البشري، بما في ذلك قبائل من الإنزيمات الكاذبة، والتي تقع في الواجهة بين الكاينيز ويوبيكويتين اي 3 لايغيز.
إن الإنزيمات البشرية (وأبناء عمومتها الفوسفات الكاذبة) متورطة في العديد من الأمراض، وهذا جعلها هدفًا للأدوية والعقارات المضادة. تتكون الإنزيمات الكاذبة من خليط تطوري من بروتين كاينيز حقيقي النواة (ePK) وبروتينات الإنزيم الكاذب غير المرتبطة ب (ePK) على سبيل المثال، فإن (FAM20A) الذي يقوم بربط الأدينوسين ثلاثي الفوسفات (ATP) يعتبر من الإنزيمات الكاذبة بسبب مبادلة الجلوتمات المحفوظة بالجلوتامين في لولب ألفا سي. كما أن (FAM20A) متورط في أمراض اللثة، ويعمل على التحكم في النشاط التحفيزي ل (FAM20C)، وهو إنزيم الكازين الفسيولوجي المهم حيث يتحكم في فسفرة البروتينات في جهاز جولجي المخصصة للإفراز، مثل بروتين الحليب الكازين.
يؤكد التحليل التطوري الشامل أن الإنزيمات الكاذبة تتجمع في عائلات فرعية متعددة، وتوجد في الكينوم للكائنات الحية عبر ممالك الحياة، بما في ذلك بدائيات النوى، والعتائق وجميع الأنساب حقيقية النواة مع بروتين مشروح.